# جام جهانی فیفا ۲۰۱۴ برزیل (بازی ویدئویی)
جام جهانی فیفا ۲۰۱۴  (به انگلیسی: 2014 FIFA World Cup) یک بازی ویدئویی ورزشی و بازی رسمی جام جهانی فوتبال ۲۰۱۴، ساختهٔ ای‌ای کانادا از سری بازی‌های جام جهانی فیفا می‌باشد. این بازی در آوریل ۲۰۱۴ (میلادی) توسط شرکت ای‌ای گیمز برای پلی‌استیشن ۳, ایکس‌باکس ۳۶۰ منتشر شد.
در این بازی برای دومین بار (بعد از جام جهانی فیفا ۲۰۱۰) در بین سری بازی های فیفا، علاوه بر چهره بازیکنان از چهره واقعی سرمربیان نیز استفاده شد. این اقدام در فیفا ۱۷ نیز دوباره تکرار شد.

## تیم‌ها و استادیوم‌ها
این بازی شامل تمام ۲۰۳ تیم‌های ملی که در مقدماتی جام جهانی ۲۰۱۴ شرکت کردند می‌باشد. تیم ملی بوتان، برونئی، گوام، موریتانی و سودان جنوبی، که همه آنها در انتخابی جام جهانی شرکت نمی‌کنند، در بازی شامل نخواهد شد.
بازی شامل ۲۲ ورزشگاه مورد استفاده در جام جهانی ۲۰۱۴، و همچنین استادیوم از هر منطقه مقدماتی و تعداد زیادی استادیوم دیگر می‌باشد.

## پیوند
- Official website